# Nayeon
Im Na-yeon més coneguda amb el seu nom artístic Nayeon (coreà: 임나연)  (Seül, 22 de setembre de 1995) va ser una cantant, actriu, ballarina, model i MC coreana. Nayeon és membre del grup femení de K-Pop anomenat Twice i format el 2015 per JYP Entertainment.

## Etapa infantil
Nayeon va néixer el 1995 a Seül, República de Corea. La seva família consisteix en ella, els seus pares i una germana més petita, Im Seoyoon. Quan anava a l'institut, va anar a una de les audicions de JYP Entertainment sense el permís dels seus pares. Va passar l'audició i va esdevenir trainee el dia 15 de setembre del 2010. L'any 2013, l'agència va decidir que ella i altres noies (Jeongyeon, Jihyo, Minyoung, Lena, Cecilia, i després, Sana) debutarien al grup 6MIX, però al final aquest mai va veure la llum. Es per això que va participar al concurs del 2015 Sixteen, que donaria com a resultat el grup TWICE.

## Carrera
Dins el grup de música TWICE, Nayeon és el centre, ballarina, i vocalista principal. Ella és "la cara del grup". Amb el debut del grup, Nayeon va participar en diversos anuncis televisius i vídeos musicals d'altres artistes de la seva agència, com "No Love" de Jun. K, "Girls Girls Girls" de Got7 i "Only You" de MissA. També va fer un cameo al segon episodi de KBS2 Korean drama Dream High 2, l'any 2012.